# Snyder’s-Lance
Snyder’s-Lance, Inc. ist einer der größten US-amerikanischen Hersteller von Salzgebäck. Im Geschäftsjahr 2017 (Stichtag 30. Dezember) erzielte das Unternehmen einen Umsatz von rund 2,2 Mrd. US-Dollar.

## Geschichte
Das an der NASDAQ-Börse notierte Unternehmen mit Sitz in Charlotte im Bundesstaat North Carolina entstand im Jahr 2010 durch den Zusammenschluss des seit 1913 bestehenden Snackherstellers Lance mit dem 1909 gegründeten Unternehmen Snyder’s of Hanover aus Hanover im Bundesstaat Pennsylvania, wodurch der zweitgrößte Salzgebäckhersteller der USA (hinter Frito-Lay) entstand.
Im Jahr 2012 übernahm Snyder’s-Lance für 340 Mio. Dollar das Unternehmen Snack Factory, im Jahr darauf zu einem ungenannten Preis den in Massachusetts beheimateten Snack-Distributor Stateline Service Corporation.
Im Oktober 2015 wurde eine Vereinbarung zur vollständigen Übernahme von Diamond Foods für rund 1,9 Mrd. Dollar inkl. der Schulden von etwa 640 Mio. Dollar unterzeichnet. Der 2012 in einen Bilanzskandal verwickelte kalifornische Hersteller Diamond Foods ist bekannt für ein Snack- und Nüssesortiment, das teilweise auf Gentechnik und künstliche Zutaten verzichtet und erzielte im Geschäftsjahr 2014/2015 einen Umsatz von 854 Mio. Dollar. Die bisherigen Anteilhalter von Diamond Foods (deren größter ist die Investmentgesellschaft Oaktree Capital) werden nach dem im Frühjahr 2016 erwarteten Abschluss der Transaktion etwa 26 % an Snyder’s-Lance halten. An der Übernahme hatte auch die Kellogg Company Interesse gezeigt.
Im März 2018 ist Snyder’s-Lance von der Campbell Soup Company übernommen worden.